# Amalija Čok
Amalija Čok, slovenska učiteljica in prosvetna delavka, * 30. junij 1889, Lonjer pri Trstu, † (?).
Amalija Čok, sestra Andreja Čoka, je končala učiteljišče (1909) in začela poučevati na Katinari (predmestje Trsta). V začetku leta 1911 je skupaj z Ivanom Marijo Čokom ustanovila v rojstnem kraju podružnico Ciril-Metodovega društva in postala njena tajnica. Leta 1921 se je skupaj z mamo in bratom preselila k Sv. Ivanu (predmestje Trsta), tu je od 1922-1927, ko je bila prisilno upokojena poučevala na osnovni šoli. Pri Sv. Ivanu je bila predsednica krajevne podružnice novoustanovljenega Šolskega društva, katero je prevzelo naloge Ciril-Metodovega društva.V šolskem letu 1928/1929 je prevzela službo na slovenski zasebni šoli pri Sv Jakobu (predmestje Trsta) in tu ostala dve leti. Nato je na zasebni osnovni šoli v Trstu do 3. junija 1938, ko je bila aretirana, poučevala slovenščino. Ker sodišče ni imelo zadostnih dokazov, so jo 14. januarja 1939 oprostili obtožb. Med 2. svetovno vojno je zbirala otroke in jih poučevala na svojem domu. Delovala pa je tudi v tedanjih dobrodelnih društvih.